# Don Cacas
Donald George „Don” Cacas (ur. 10 lipca 1930 w Adelaide, zm. 15 czerwca 2012 tamże) – australijski zapaśnik walczący w stylu klasycznym. Dwukrotny olimpijczyk. Zajął 22. miejsce w Rzymie 1960 i czternaste w Tokio 1964. Walczył w kategorii 62–63 kg.

## Letnie Igrzyska Olimpijskie 1960
| Konkurencja          | Rundy eliminacyjne | Rundy eliminacyjne           | Klas. końcowa |
| Konkurencja          | Przeciwnik I       | Przeciwnik II                | Miejsce       |
| -------------------- | ------------------ | ---------------------------- | ------------- |
| 62 kg styl klasyczny | Mihai Șulț (ROU) P | Mustafa Hamid Mansur (EGY) P | 22.           |

## Letnie Igrzyska Olimpijskie 1964
| Konkurencja          | Rundy eliminacyjne   | Rundy eliminacyjne | Rundy eliminacyjne      | Rundy eliminacyjne | Klas. końcowa |
| Konkurencja          | Przeciwnik I         | Przeciwnik II      | Przeciwnik III          | Przeciwnik IV      | Miejsce       |
| -------------------- | -------------------- | ------------------ | ----------------------- | ------------------ | ------------- |
| 63 kg styl klasyczny | Matti Jutila (CAN) P | wolny los Z        | Georges Ballery (FRA) P | Ron Finley (USA) P | 14.           |